# Pyrrhogyra toppini
Pyrrhogyra toppini är en fjärilsart som beskrevs av Sharpe 1915. Pyrrhogyra toppini ingår i släktet Pyrrhogyra och familjen praktfjärilar. Inga underarter finns listade.